# Nina's Choice
Nina's Choice è una raccolta di canzoni della cantante e pianista statunitense Nina Simone, pubblicata nel 1963.

## Tracce
Lato A
1. Trouble in Mind – 5:32 (Richard M. Jones) – Tratto dall'album: Nina Simone at Newport (1960)
2. Memphis in June – 2:35 (Hoagy Carmichael, Paul Francis Webster) – Tratto dall'album: Forbidden Fruti (1961)
3. Cotton Eyed Joe – 2:51 (Tradizionale) – Tratto dall'album: Nina Simone at Town Hall (1959)
4. Work Song – 2:31 (Nat Adderley, Oscar Brown Jr.) – Tratto dall'album: Forbidden Fruit (1961)
5. Forbidden Fruit – 3:45 (Oscar Brown Jr.) – Tratto dall'album: Forbidden Fruit (1961)

Durata totale: 17:14
Lato B
1. Little Liza Jane – 4:53 (Tradizionale) – Tratto dall'album: Nina Simone at Newport (1960)
2. Rags and Old Iron – 4:07 (Oscar Brown Jr., Norman Curtis) – Tratto dall'album: Forbidden Fruit (1961)
3. You Can Have Him – 5:43 (Irving Berlin) – Tratto dall'album: Nina Simone at Town Hall (1959)
4. Just Say I Love Him – 6:32 (Martin Kalmanoff, Sam Ward, Jimmy Dale, Jack Val) – Tratto dall'album: Forbidden Fruit (1961)

Durata totale: 21:15

## Formazione
A1, A2, A4, A5, B1, B2 e B4
- Nina Simone - voce, pianoforte
- Al Schackman - chitarra
- Chris White - contrabbasso
- Bobby Hamilton - batteria

A3 e B3
- Nina Simone - voce, pianoforte
- Jimmy Bond - contrabbasso
- Albert Heath - batteria